# بوچلوت
بوچلوت (به فرانسوی: Beauchalot) یک کمون (فرانسه) در فرانسه است که در canton of Saint-Martory واقع شده‌است. بوچلوت ۶٫۳۳ کیلومتر مربع مساحت دارد ۳۱۶ متر بالاتر از سطح دریا واقع شده‌است.